# Obol (rzeka)
Obol (t. Obal; biał. Обаль, ros. Оболь) – rzeka w północno-wschodniej Białorusi (obwód witebski), prawy dopływ Dźwiny w zlewisku Morza Bałtyckiego. Długość – 148 km, powierzchnia zlewni – 2690 km², średni przepływ u ujścia – 19,4 m³/s, spadek – 55 m, nachylenie – 0,4‰.
Wypływa z jeziora Jezierzyszcze na Wysoczyźnie Horodeckiej, na granicy Białorusi i Rosji. Płynie na południowy zachód przez Nizinę Połocką, uchodzi do Dźwiny na wschód od Połocka. Dolina szerokości 0,4–0,8 km w górnym biegu, 0,1–0,2 km w dolnym.